# Fabbrica Italiana Automobile Legnanese

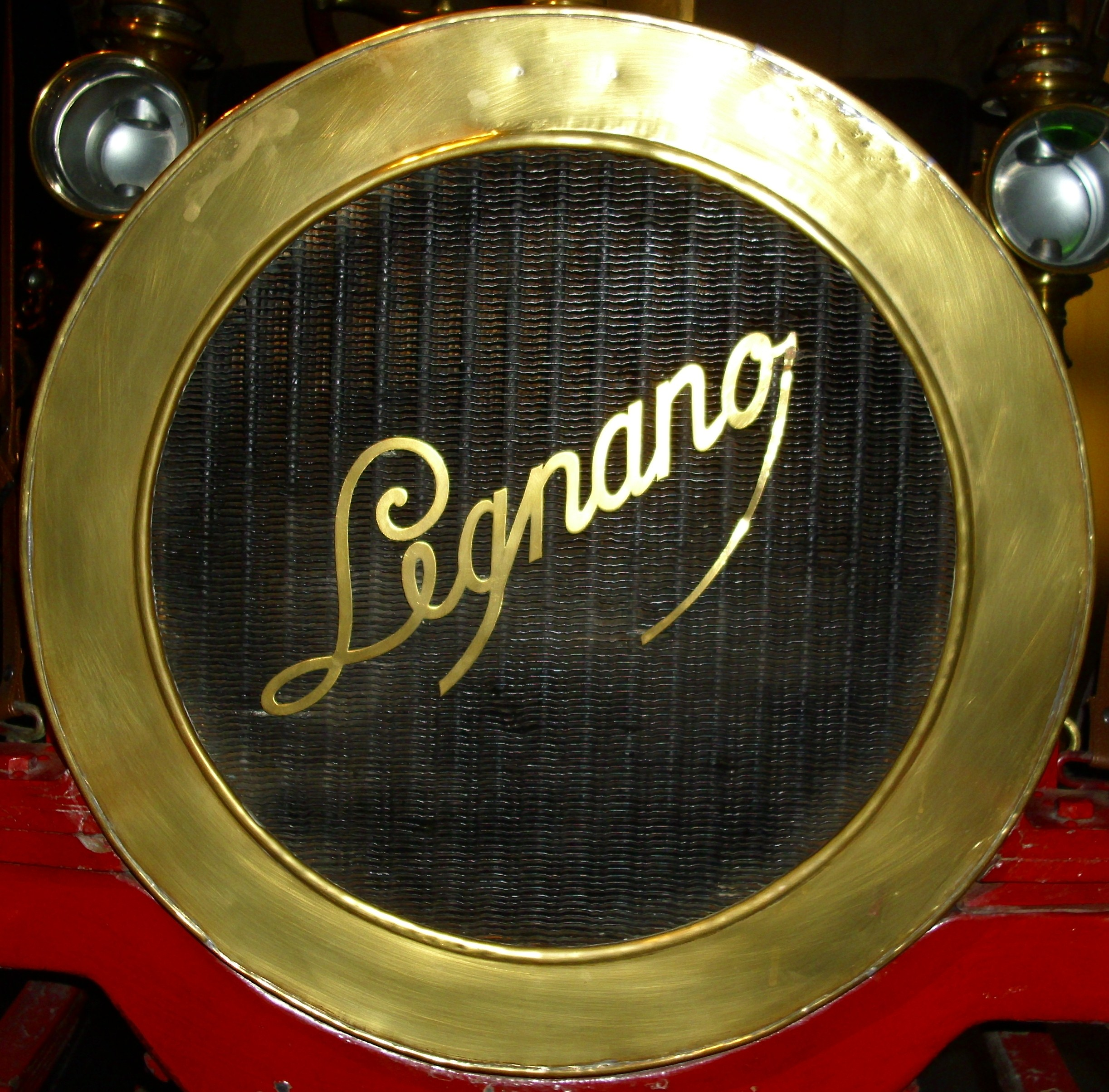
Emblem

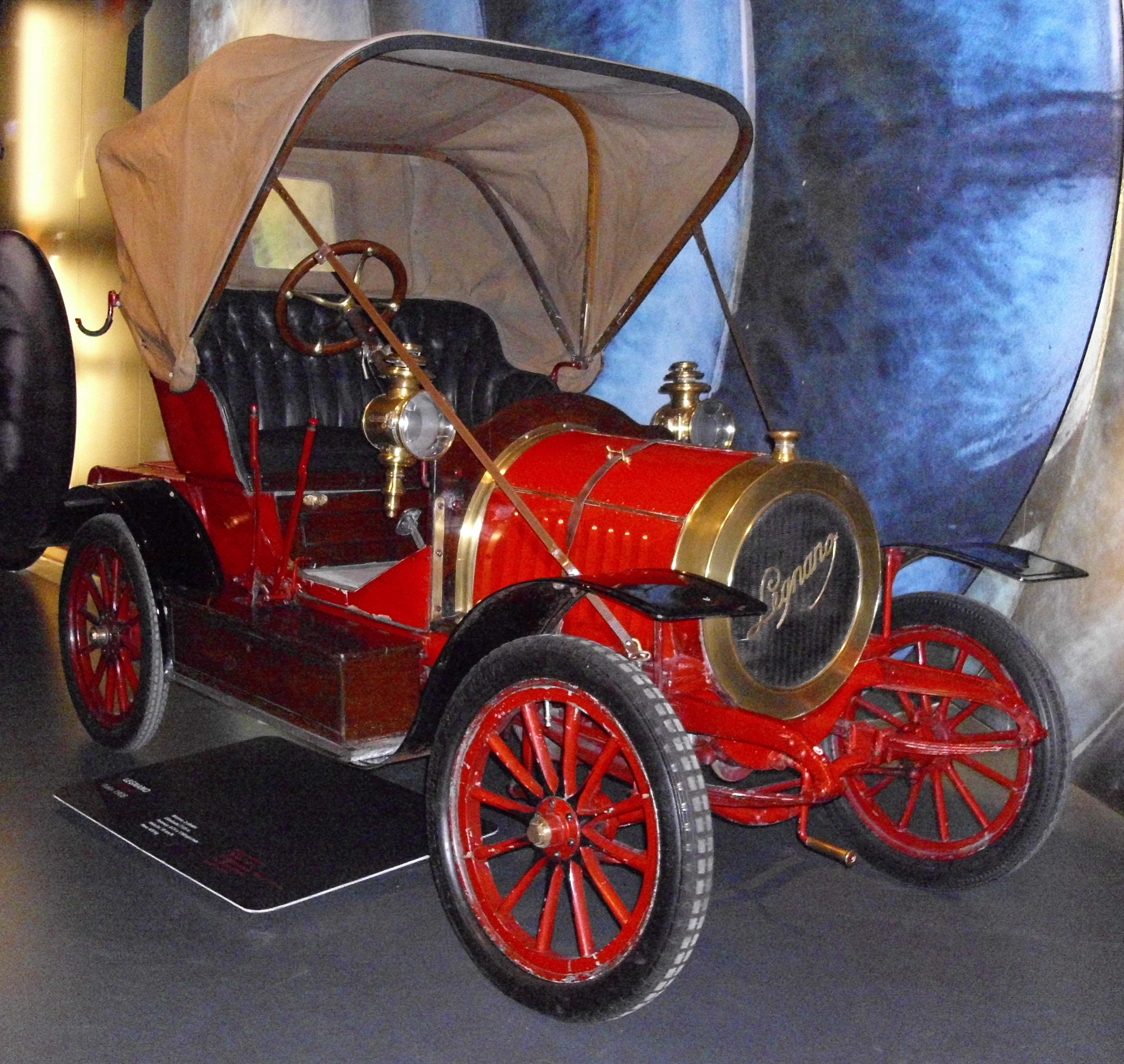
FIAL Legnano von 1908

FIAL war ein italienischer Hersteller von Automobilen.

## Unternehmensgeschichte
Das Unternehmen Fabbrica Italiana Automobile Legnanese aus Mailand begann 1906 mit der Produktion von Automobilen. Die Fahrzeuge wurden sowohl als FIAL als auch als Legnano vermarktet. 1908 endete die Produktion.

## Fahrzeuge
Es gab zwei verschiedene Modelle. Der Tipo A 6/8 HP, auch 8 HP genannt, war mit einem Zweizylindermotor ausgestattet. Die offene Phaeton-Karosserie bot Platz für zwei Personen. Außerdem gab es das Vierzylindermodell 10/12 HP.
Ein Fahrzeug dieser Marke ist im Museo dell'Automobile Carlo Biscaretti di Ruffia in Turin zu besichtigen.